# 대남일통지
대남일통지(大南一統志, 1882)는 19세기 후반 베트남 응우옌 왕조에 의해 한문으로 쓰인 지리서이다. 군사 행동의 역사적 기록도 수록되어 있다.
황월일통여지지와 동경지여지와 함께 응우옌 왕조의 관에서 편찬한 3대 지리지라고 칭한다.